# Роутело бурий
Роутело бурий (Mesitornis unicolor) — вид птахів родини роутелових (Mesitornithidae).

## Поширення
Ендемік Мадагаскару. Мозаїчно поширений у вологих вічнозелених лісах вздовж східного узбережжя острова від Національного парку Марожежі на південь до міста Толанаро.

## Опис
Птах середнього розміру, завдовжки до 30 см та вагою до 150 г. Обидві статі майже одноколірні, коричневого забарлення. Голова може мати рожевий відтінок. Горло світло-коричневе. Від очей до боків шиї простягається біла смуга. Дзьоб вузький, прямий. Верхня частина дзьоба коричнева, нижня — жовта.

## Спосіб життя
Живуть парами. Наземні птахи. Шукають поживу (різних безхребетних) у лісовій підстилці. Літають неоїхоче. Період розмноження триває під час дощового сезону з кінця листопада до кінця грудня. Плоске гніздо будується на висоті від одного до двох метрів у відгалуженнях гілок похилих дерев. Вона збудоване з гілочок і вистелене травою. У гнізді 1-3 яйця. Насиджують самиці. Незабаром після вилуплення пташенята залишають гніздо.